# Czarny Mustang
Czarny Mustang (niem. Halbblut, pierwotnie Der Schwarze Mustang) – powieść przygodowa Karola Maya, gdzie akcja rozgrywana jest na Dzikim Zachodzie. 
Powieść po raz pierwszy ukazała się w odcinkach w czasopiśmie "Der Gute Kamerad" (publikowana od września 1896 do marca 1897). Pierwsze wydanie książkowe powstało w 1899 roku.

## Zarys treści
Akcja dzieje się w osadzie robotników kolejowych, na którą podstępny wódz Komanczów planuje napad. O zamiarach Komanczów przypadkiem dowiadują się Winnetou i Old Shatterhand. Czasu jest mało. Na szczęście wódz Apaczów (Winnetou) i Old Shatterhand mogą liczyć na swoich przyjaciół. Śmiertelne zagrożenie zbliża się do osady.